# Prodicus bilseli
Prodicus bilseli är en mångfotingart som beskrevs av Karl Wilhelm Verhoeff 1940. Prodicus bilseli ingår i släktet Prodicus och familjen Anthroleucosomatidae. Inga underarter finns listade i Catalogue of Life.